# Enigma (Géorgie)
Pour les articles homonymes, voir Enigma.
La ville d’Enigma est située dans le comté de Berrien, dans l’État de Géorgie, aux États-Unis. Sa population s’élevait à 1 278 habitants lors du recensement de 2010, estimée à 1 305 habitants en 2016.

## Démographie
| 1910 | 1920 | 1930 | 1940 | 1950 | 1960 |
| ---- | ---- | ---- | ---- | ---- | ---- |
| 338  | 340  | 360  | 529  | 499  | 525  |

| 1970 | 1980 | 1990 | 2000 | 2010  | - |
| ---- | ---- | ---- | ---- | ----- | - |
| 505  | 574  | 611  | 869  | 1 278 | - |

## Source
- (en) Cet article est partiellement ou en totalité issu de l’article de Wikipédia en anglais intitulé « Enigma, Georgia » (voir la liste des auteurs).